# Devante Parker
Devante James Parker (* 16. März 1996 in Wiesbaden) ist ein ehemaliger deutscher Fußballspieler.

## Karriere
Parker spielte als Junge in seiner Geburtsstadt Wiesbaden für die Stadtteilvereine aus Bierstadt und Biebrich und folgte im Sommer 2006 seinem Bruder Shawn in das Nachwuchsleistungszentrum des 1. FSV Mainz 05. In den Spielzeiten 2011/12 und 2012/13 erzielte er in 43 Einsätzen in der B-Junioren-Bundesliga 19 Treffer. Daneben kam er in seinem zweiten B-Jugend-Jahr bereits zu neun Einsätzen in der A-Junioren-Bundesliga, in denen er drei Treffer erzielte. Zur Saison 2013/14 rückte Parker fest in den Kader der A-Jugend auf. In 23 Einsätzen erzielte er acht Treffer. Zum Saisonende kam er außerdem zu zwei Einsätzen in der zweiten Mannschaft in der viertklassigen Regionalliga Südwest, in denen ihm ein Treffer gelang. Zudem steuerte Parker in der Aufstiegsrunde zur 3. Liga ein Tor zum Aufstieg der zweiten Mannschaft bei. Von 2011 bis 2015 spielte er außerdem 25-mal für deutsche Jugendnationalmannschaften.
Zur Saison 2014/15 rückte Parker in den Profikader auf. Er debütierte unter Trainer Kasper Hjulmand am 31. August 2014 in der Bundesliga, als er bei einem torlosen Unentschieden gegen Hannover 96 in der Schlussphase eingewechselt wurde. Bei den Profis folgte unter Hjulmand und dessen Nachfolger Martin Schmidt kein weiterer Bundesligaeinsatz. Stattdessen kam Parker 29-mal (zwei Tore) in der zweiten Mannschaft der Mainzer in der 3. Liga und zweimal (zwei Tore) in der A-Jugend zum Einsatz, für die er in dieser Spielzeit letztmals spielberechtigt war. In der Saison 2015/16 kam er unter Martin Schmidt zu einem Bundesliga-Kurzeinsatz am 5. Spieltag. Er spielte auch in dieser Saison hauptsächlich in der zweiten Mannschaft in der 3. Liga, in der er in 35 Spielen sechs Treffer erzielte. Vor der Saison 2016/17 verlängerte Parker seine Vertragslaufzeit bis zum 30. Juni 2019, stand aber im Kader der zweiten Mannschaft. In 20 Drittligaspielen erzielte er einen Treffer und stieg mit der Mannschaft in die Regionalliga Südwest ab.
Zur Saison 2017/18 wechselte Parker auf Leihbasis zum österreichischen Bundesligisten SKN St. Pölten. Er absolvierte bis September 2017 sieben Ligaspiele, erlitt dann im Training einen Kreuzbandriss und fiel seitdem aus.
Zur Saison 2018/19 kehrte Parker nach Mainz zurück und stand im Kader der zweiten Mannschaft. Ende Oktober 2018 zog er sich erneut einen Kreuzbandriss zu. Bis dahin hatte er acht Regionalligaspiele absolviert und drei Tore erzielt. Im April 2019 wurde seine zum Saisonende endende Vertragslaufzeit um ein Jahr bis zum 30. Juni 2020 verlängert; er kam jedoch verletzungsbedingt in keinem weiteren Pflichtspiel zum Einsatz. Nach Vertragsende beendete er wegen Sportinvalidität seine Karriere als Profifußballer.

## Erfolge
- Aufstieg in die 3. Liga: 2014 (mit der zweiten Mannschaft des 1. FSV Mainz 05)

## Persönliches
Parker ist Sohn einer deutschen Mutter und eines in Wiesbaden stationierten US-amerikanischen Soldaten; er besitzt auch die US-amerikanische Staatsbürgerschaft. Sein älterer Bruder Shawn (* 1993) war ebenfalls Fußballprofi. 
Devante betreibt mit seinem Bruder in Wallau in Kooperation mit dem TV Wallau die Parker Fußball-Academy.